# Ethan Phillips
Ethan Phillips (Long Island, 8 de fevereiro de 1955) é um ator estadunidense. Conhecido pelo personagem Neelix na série de televisão Star Trek: Voyager, e Jones Três Eco no filme A Ilha. 

## Filmografia parcial
- Benson (1980-1985)
- Ragtime (1981)
- Critters (1986)
- Werewolf (1987)
- Lean on Me (1989)
- Glory (1989)
- Bloodhounds of Broadway (1989)
- Star Trek: The Next Generation (1990)
- Green Card (1990)
- L.A. Law (1990)
- The Man without a Face (1993)
- The Shadow (1994)
- Wagons East! (1994)
- Star Trek: Voyager (1995-2001)
- Star Trek: First Contact (1996)
- Trekkies (1997)
- 9mm of Love (2000)
- Rugrats (2000)
- Star Trek: Enterprise (2000)
- Rocket Power (2000)
- The Wild Thornberrys Movie (2000)
- Rugrats Go Wild (2003)
- Bad Santa (2003)
- Arrested Development (2004)
- Trekkies 2 (2004)
- Geeks (2004)
- Las Vegas (2005)
- The Island (2005)
- Criminal Minds (2006)
- Chestnut: Hero Of Central Park (2006)
- Numb3rs (2006)
- Super Sweet 16: The Movie (2007)
- Keith (2007)
- Have Dreams, Will Travel (2007)
- The Babysitters (2007)
- Hallowed Ground (2007)
- Cavemen (2007)
- Bones (2008)
- Dahmer Vs. Gacy (2009)
- The Good Guys (2010)
- Chuck (2011)
- Arachnoquake (2012)
- The Adventures of RoboRex (2012)
- Inside Llewyn Davis (2013)
- Audrey (2014)
- Irrational Man (2015)
- Veep (2015)
- The Purge: Election Year (2016)
- Girls (2016-2017)
- Most Likely to Murder (2018)
- Better Call Saul (2018)

### Vídeo Games
- Star Trek: Voyager Elite Force (2000)
- Star Wars: Force Commander (2000)
- Star Wars: Galactic Battlegrounds (2001)
- Star Wars: Knights of the Old Republic (2003)
- Star Trek Online (2014)